# James Albert Gary
James Albert Gary (Montville, 22 ottobre 1833 – Baltimora, 31 ottobre 1920) è stato un politico statunitense.

## Biografia
Fu il trentottesimo direttore generale delle poste degli Stati Uniti sotto il presidente degli Stati Uniti William McKinley (venticinquesimo presidente).
Nato nello stato del Connecticut, fu uomo d'affari prima di entrare in politica. Nel 1880 si candidò come governatore del Maryland ma non venne eletto.
Alla sua morte il corpo venne sepolto al Loudon Park Cemetery, nella città di Baltimora nello stato del Maryland.